# 滨州地区
滨州地区，山东省已撤消的地区。
1992年由惠民地区改名。在今山东省北部。辖滨州市及邹平、沾化、惠民、博兴、阳信、无棣等县。行政公署驻滨州市。2000年滨州市升地级市，撤销滨州地区，辖县划归滨州市。